# سرزمین قبل از تاریخ ۶: راز سنگ سائوروس
سرزمین قبل از تاریخ ۶: راز سنگ سائوروس (انگلیسی: The Land Before Time VI: The Secret of Saurus Rock) یک فیلم ویدئویی پویانمایی آمریکایی در ژانر ماجراجویی و فیلم موزیکال و فیلم ششم قسمت در مجموعه فیلم‌های سرزمین قبل از تاریخ که در مورد پنج دایناسور در دره بزرگ زندگی می‌کنند.